# Gedion Zelalem
Gedion Zelalem (Berlijn, 26 januari 1997) is een Duits / Amerikaanse voetballer van Ethiopische afkomst die bij voorkeur als middenvelder speelt.

## Clubcarrière
Zelalem werd in 2003 opgenomen in de jeugdopleiding van Hertha BSC. Nadat hij in 2006 met zijn familie naar de Verenigde Staten verhuisde, speelde hij ook in de jeugd van MSC United, Bethesda Soccer Club en Olney Rangers. Arsenal haalde Zelalem in januari 2013 vervolgens naar Londen. Op 24 augustus 2013 zat hij voor het eerst in de wedstrijdselectie van het eerste elftal van Arsenal, voor een competitiewedstrijd tegen Fulham. Zelalem debuteerde op 24 januari 2014 daadwerkelijk in het eerste elftal van Arsenal, in een wedstrijd om de FA Cup tegen Coventry City. Hij verving na 71 minuten Alex Oxlade-Chamberlain. Arsenal won de wedstrijd met 4-0. Zelalem verlengde op 18 maart 2014 zijn contract bij Arsenal tot 2017. Daarvoor debuteerde hij op 9 december 2014 in de Champions League. Hij viel die dag na de rust in tegen Galatasaray. Arsenal won de wedstrijd met 1-4.
Arsenal verhuurde Zelalem in augustus 2015 tot januari 2016 aan Rangers FC, op dat moment actief in de Scottish Championship. Het daarop volgende seizoen werd hij tijdens de winterstop opnieuw uitgeleend, ditmaal aan Eerstedivisionist VVV-Venlo. Daar slaagde hij er niet in om een basisplaats te veroveren. Nog voor het einde seizoen vertrok Zelalem alweer uit Venlo.
Na drie seizoenen te hebben gespeeld in de Verenigde Staten tekende Zelalem op 31 januari 2023 een contract tot de zomer van 2024 bij FC Den Bosch. Zijn debuut maakte hij drie dagen later op 3 februari 2023. In een met 3-0 verloren uitwedstrijd bij TOP Oss kwam Zelalem in de 68e minuut in het veld voor Jorn van Hedel. In oktober 2023 werd de optie zijn contract gelicht door de club, waardoor zijn verbintenis werd verlengd tot medio 2025. In de voorbereiding op het seizoen 2024/25 kreeg Zelalem te horen dat er voor hem geen plek meer is bij FC Den Bosch. De Amerikaan ging apart van de selectie trainen. Op 29 augustus 2024 maakte FC Den Bosch bekend dat het contract van Zelalem werd ontbonden. Begin oktober 2024 tekende hij een contract tot het einde van het seizoen bij NK Lokomotiva Zagreb.

## Interlandcarrière
Zelalem debuteerde op 19 november 2013 voor Duitsland -17, in een vriendschappelijke wedstrijd tegen Spanje -17. Voorheen speelde hij ook voor Duitsland -15 en Duitsland -16. Hij mag zowel voor Duitsland, de Verenigde Staten als voor Ethiopië uitkomen.

## Clubstatistieken
| Seizoen                                | Club                 | Competitie      | Competitie | Competitie | Beker | Beker | Internationaal | Internationaal | Overige | Overige | Totaal | Totaal |
| Seizoen                                | Club                 | Competitie      | Wed.       | Dlp.       | Wed.  | Dlp.  | Wed.           | Dlp.           | Wed.    | Dlp.    | Wed.   | Dlp.   |
| -------------------------------------- | -------------------- | --------------- | ---------- | ---------- | ----- | ----- | -------------- | -------------- | ------- | ------- | ------ | ------ |
| 2013/14                                | Arsenal              | Premier League  | 0          | 0          | 1     | 0     | 0              | 0              | 0       | 0       | 1      | 0      |
| 2014/15                                | Arsenal              | Premier League  | 0          | 0          | 0     | 0     | 1              | 0              | 0       | 0       | 1      | 0      |
| 2015/16                                | → Rangers            | Championship    | 21         | 0          | 6     | 0     | –              | –              | 1       | 0       | 28     | 0      |
| 2016/17                                | Arsenal              | Premier League  | 0          | 0          | 2     | 0     | 0              | 0              | 0       | 0       | 2      | 0      |
| 2016/17                                | → VVV-Venlo          | Eerste divisie  | 9          | 1          | 0     | 0     | –              | –              | –       | –       | 9      | 1      |
| 2017/18                                | Arsenal              | Premier League  | 0          | 0          | 0     | 0     | 0              | 0              | 0       | 0       | 0      | 0      |
| 2018/19                                | Arsenal              | Premier League  | 0          | 0          | 0     | 0     | 0              | 0              | 0       | 0       | 0      | 0      |
| 2019                                   | Sporting Kansas City | MLS             | 9          | 0          | 0     | 0     | –              | –              | –       | –       | 9      | 0      |
| 2019                                   | → Swope Park Rangers | USL             | 7          | 1          | 0     | 0     | –              | –              | –       | –       | 7      | 1      |
| 2020                                   | New York City FC     | MLS             | 0          | 0          | 0     | 0     | 0              | 0              | 1       | 0       | 1      | 0      |
| 2021                                   | New York City FC     | MLS             | 7          | 0          | 0     | 0     | 0              | 0              | 1       | 0       | 8      | 0      |
| 2022                                   | New York City FC     | MLS             | 11         | 0          | 2     | 0     | 3              | 0              | 0       | 0       | 16     | 0      |
| 2022/23                                | FC Den Bosch         | Eerste divisie  | 12         | 0          | 0     | 0     | –              | –              | –       | –       | 12     | 0      |
| 2023/24                                | FC Den Bosch         | Eerste divisie  | 26         | 0          | 0     | 0     | –              | –              | –       | –       | 26     | 0      |
| 2024/25                                | NK Lokomotiva        | HNL             | 0          | 0          | 0     | 0     | –              | –              | –       | –       | 0      | 0      |
| Carrière totaal                        | Carrière totaal      | Carrière totaal | 102        | 2          | 11    | 0     | 4              | 0              | 3       | 0       | 120    | 2      |
| Bijgewerkt tot en met 25 december 2024 |                      |                 |            |            |       |       |                |                |         |         |        |        |